# Európai Szakképzési Hét
Az Európai Szakképzési Hetet (másképpen: a Szakképzés Európai Hete, European Vocational Skills Week) az Európai Bizottság hirdette meg 2016 nyarán abból a célból, hogy az Európa-szerte megrendezett helyi, regionális és nemzeti rendezvények révén vonzóbbá tegye a színvonalas szakismereteket biztosító és minőségi munkahelyek betöltését lehetővé tévő szakoktatást és szakképzést. A Szakképzés Európai Hetén részt vevők lehetőséget kapnak arra, hogy megosszák egymással a szakképzés terén elért azon kiemelkedő eredményeiket, innovatív oktatási gyakorlataikat és sikeres szakmai programjaikat, amelyek ösztönözik a gyakornoki képzést, a munkahelyi tanulást, a továbbképzést, az átképzést, valamint a vállalatok és az oktatás közötti fenntartható együttműködést. A programok az európai országokban zajlanak párhuzamosan.
A programok, a megnevezéssel ellentétben, minden évben szeptember 1 (2019-ben április 1-től) és december 31 között zajlanak, azonban a szervezők meghatároznak egy kiemelt hetet is, amikor a központi rendezvényekre kerül sor (2016.12.5-9; 2017.11.20-24; 2018.11.5-9; 2019.10.14-18, 2020.11.9-13, 2022.05.16-20.).
A 2021-es Európai Szakképzési Hetet összevonták a 2022-essel, melynek teljes időtartama: 2022.01.01-2022.08.30, kiemelt időszak: 2022.05.16-20.

## Csatlakozás

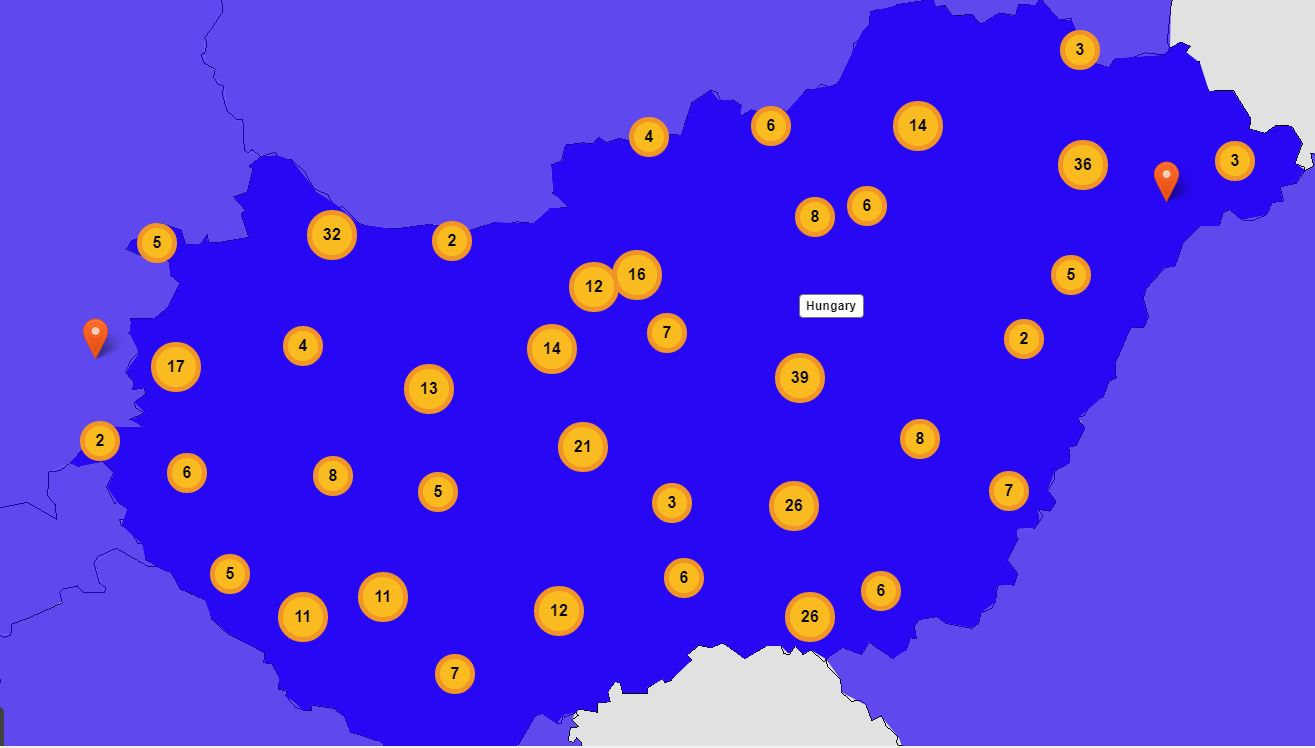
Az egyes programok megjelenése a központi térképen

A rendezvényre bármilyen, a szakképzésben érintett szervezet regisztrálhat angol nyelven, azonban az esemény címét és leírását nemzeti nyelven is meg kell adni. A rendezvényekkel szemben elvárás:
1. a szakképzés népszerűsítését kell szolgálniuk;
2. nyitottnak kell lenniük, azaz nem csak saját tanulóknak / munkavállalóknak / érintetteknek szóljanak, hanem bárki szabadon látogathatja.

A program megnevezésében érdemes használni az EU által megadott kifejezéseket, azonban törekedni kell arra, hogy a megnevezések egyediek legyenek (pl. ne "Nyílt nap"-ot adjunk meg, hanem "Nyílt nap a Például Szakgimnáziumban" stb.).
A regisztrációs lap kitöltése és beküldése után a szervezők tisztázó kérdéseket tehetnek fel, amennyiben a regisztráló nem válaszol ezekre, a programot elutasítják. A program regisztrálásáról e-mail-ben értesítik a pályázót, illetve a program megjelenik a központi honlapon.

## Versenyek, pályázatok
Az Európai Szakképzési Héthez számos verseny és pályázat kapcsolódik, amely jó lehetőség arra, hogy érintett szervezet európai szinte be tudja mutatni tevékenységét és kiválóságát. A versenyek és pályázatok eredményhirdetése a kiemelt héten történik. Ezen pályázatokról a központi honlapon, vagy a magyar nyelvű honlapon Archiválva 2018. május 9-i dátummal a Wayback Machine-ben lehet tájékozódni.
2018
A Cedefop fotópályázatán az első helyezést a Ceglédi SZC Bem József Műszaki Szakgimnáziuma és Szakközépiskolája "C.Force team" nevű csapata (Ungvári Anita Kitti, Muresan András, Szabóné Oláh Veronika) szerezte meg. Ugyanezen versenyen a legjobb 20 pályázó közé bekerült a Szegedi SZC Kossuth Zsuzsanna Szakképző Iskolája és a Szegedi SZC Déri Miksa Szakgimnáziuma és Szakközépiskolája egy-egy csapata is.
2019

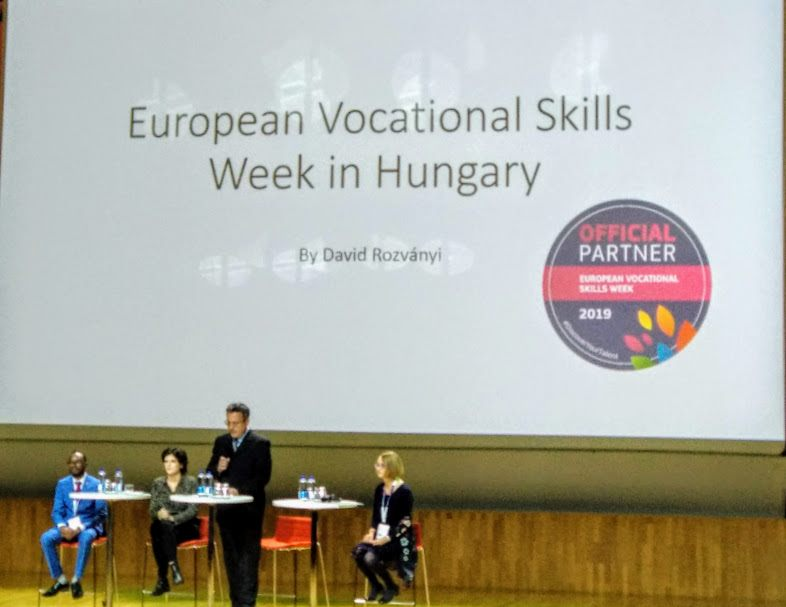
Rozványi Dávid előadása, Helsinki, 2019.10.18, Zárókonferencia

- A „VET Excellence Awards”, „Companies & Learners Awards” kategóriában a „Training at Work Award” díjat a Hot & Cold Therm Kft. nyerte el.
- A „VET Excellence Awards”, „VET Innovators” kategóriában a „Teacher and Trainer” díjra jelölték Karácsonyi Józsefet (Műszaki Iskola, Ada, Szerbia. Minden díjra, minden évben két személyt személyt vagy szervezetet jelölnek a szakértők, akik közül a nyertest közönségszavazással választják ki).
- Magyarország, a Szakmák Éjszakájával (helyszín: Lőrinci, Egri SZC Március 15. Szakgimnáziuma, Szakközépiskolája és Kollégiuma) szerepelt az Európai Szakképzési Hét tevékenységeit bemutató promóciós videóban
- Magyarország, példátlan módon a kiemelt hét záróeseményén ország szinten mutatkozhatott be.
- A Cedefop „CedefopPhotoAward” pályázaton, bár magyar csapat nem ért el helyezést, a 112 induló csapatból a legjobb 20 közé 2 magyarországi csapat is bekerült:   - ‘1/13 Band of Hawk’ team (SZCC - Vedres István Építőipari Szakgimnázium, Hungary)  - ‘JFT’ team (Szolnoki Műszaki Szakképzési Centrum Jendrassik György Gépipari Szakgimnáziuma, Hungary)
- A "Success Stories" kategóriában beküldött történetek között Klenota Nóra (Szekszárdi SZC Esterházy Miklós Szakképző Iskolája és Kollégiuma) "I owe my teachers and my school thanks for providing every opportunity" c. története a közönségszavazatok alapján a legnépszerűbb történet lett (az összes eddigi év történetének mezőnyében).
- A Szegedi SZC Tóth János Mórahalmi Szakképző Iskolája és Garabonciás Kollégiuma a harmadik legtöbb programot regisztrált programmal rendelkező intézmény lett 2019-ben a teljes nemzetközi mezőnyben (WorldSkills Sweden és a Skolverket/National Agency for Education and Stockholm University mögött)

2020
- A "Success Stories" kategóriában beküldött történetek között Kocsis Nati (Szegedi SzC Tóth János Szakképző Iskolája és Garabonciás Kollégiuma) "The begining of my life - Kocsis Nati" c. története a közönségszavazatok alapján a második legnépszerűbb történet lett (az összes eddigi év történetének mezőnyében).
- A Szegedi SzC Tóth János Szakképző Iskolája és Garabonciás Kollégiuma 40 befogadott programmal a legaktívabb intézmény lett az Európai Szakképzési Héten

## Eddigi eredmények
2016
Résztvevő országok száma: 41
A szervezők által jóváhagyott programok száma: 983
2017
Résztvevő országok száma: 45
A szervezők által jóváhagyott programok száma: 1 585
2018
Résztvevő országok száma: 45
A szervezők által jóváhagyott programok száma: 1 852
2019
Résztvevő országok száma: 46
A szervezők által jóváhagyott programok száma: 1 800
2020
Résztvevő országok száma: 39
A szervezők által jóváhagyott programok száma: 1 293

## Magyarország részvétele

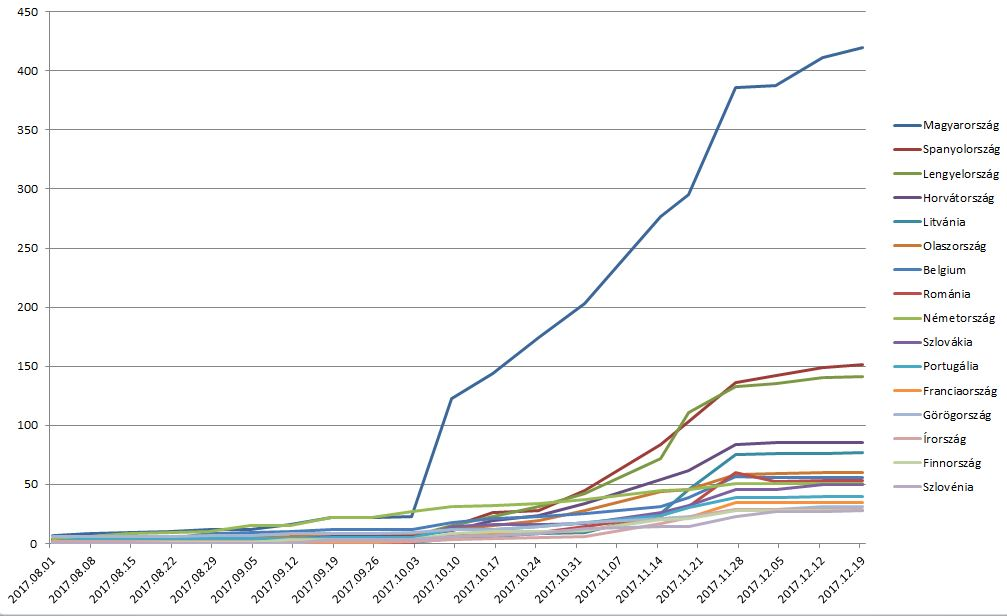
A befogadott programok száma országok szerinti bontásban (2017)

Magyarország 2016-2018 között (azaz mindhárom évben) a legtöbb jóváhagyott programmal rendelkező ország volt azt Európai Szakképzési Héten.
A legaktívabb országok hármas listái, a szervezők által jóváhagyott programok száma szerint:
2016
1. Magyarország: 127
2. Spanyolország: 126
3. Horvátország: 90

2017
1. Magyarország: 420
2. Spanyolország: 151
3. Lengyelország: 141

2018
1. Magyarország: 530
2. Spanyolország: 170
3. Ausztria: 151

2019
1. Magyarország: 454
2. Spanyolország: 191
3. Portugália: 151

2020
1. Magyarország: 183
2. Spanyolország: 170
3. Olaszország: 123